# Sarcófago de Eshmunazar II
El sarcófago de Eshmunazar II es el sarcófago del rey de Sidón Eshmunazar II famoso por la inscripción sobre este rey fenicio. Fue manufacturado en Egipto a principios del siglo V a. C., desenterrado en 1855 en un yacimiento cercano a Sidón y depositado en el Museo del Louvre. Contiene una inscripción en idioma fenicio de gran importancia: fue la primera en lengua fenicia que se descubría en el área conocida como Fenicia, y además era la inscripción de este tipo más detallada jamás encontrada hasta ese momento.
Eshmunazar II (fenicio: 𐤀𐤔𐤌𐤍𐤏𐤆𐤓 ʾšmnʿzr, un nombre teofórico que significa 'Eshmun ayuda' o 'ayudante de Eshmun', similar a Eleazar) fue Rey de Sidón e hijo del rey Tabnit (posiblemente "Tenes" en griego). El sarcófago parece que fue hecho en Egipto, tallado en anfibolita de Wadi Hammamat. La inscripción dice que el "Señor de los reyes" concedió a los reyes sidonios "Dor y Jope, las poderosas tierras de Dagón, que se encuentran en la llanura de Sarón".
Más de una docena de académicos de Europa y Estados Unidos se apresuraron a traducirlo e interpretar sus detalles en los dos años posteriores a la publicación de su descubrimiento. Jean-Joseph-Léandre Bargès escribió que el idioma de la inscripción es "idéntico al hebreo, excepto por las inflexiones finales de algunas palabras y ciertas expresiones, en números muy reducidos, que no se encuentran en los textos bíblicos que han llegado a nosotros; el hecho de que el hebreo se escribiera y hablara en Sidón, en un momento en que los judíos que regresaban del cautiverio ya no escuchaban este idioma, es una prueba de que se conservó entre los fenicios más tiempo que entre los mismos hebreos".

## Inscripción

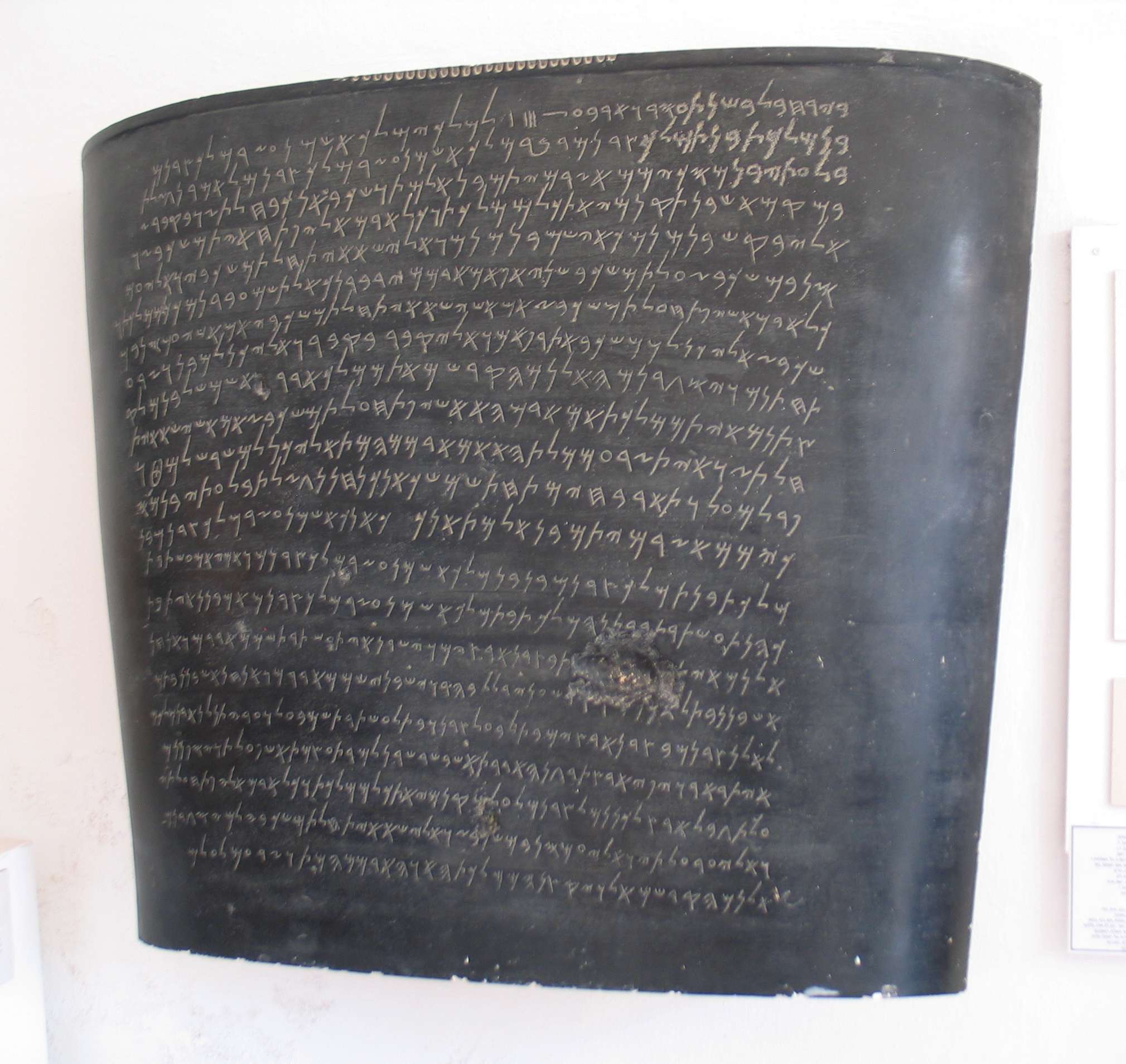
Copia de la inscripción en el museo de Jaffa

El sarcófago tiene una inscripción de 22 líneas, conocida como KAI-14,  escrita en lengua cananea fenicia, en alfabeto fenicio . La inscripción identifica al rey en el interior y advierte a la gente que no perturbe su reposo.
El idioma utilizado en la inscripción es un dialecto cananeo mutuamente inteligible con el hebreo bíblico.
Como en otras inscripciones fenicias, el texto parece no utilizar ninguna o casi ninguna matres lectionis. Como en arameo, la preposición אית (ʾyt) se usa como marcador acusativo, mientras que את (ʾt) se usa para "con". 

### Texto frontal
La siguiente traducción se basa en la de Julius Oppert, enmendada con la ayuda de una traducción más reciente de Prichard & Fleming.
| Transcripción latina |
| --- |
| 1. byrḥ bl bšnt ʿsr wʾrbʿ 14 lmlky mlk ʾšmnʿzr mlk ṣdnm 2. bn mlk tbnt mlk ṣdnm dbr mlk ʾšmnʿzr mlk ṣdnm lʾmr ngzlt 3. bl ʿty bn msk ymm ʾzrm ytm bn ʾlmt wškb ʾnk bḥlt z wbqbr z 4. bmqm ʾš bnt qnmy ʾt kl mmlkt wkl ʾdm ʾl yptḥ ʾyt mškb zw 5. ʾL ybqš bn mnm k ʾy šm bn mnm wʾl yšʾ ʾyt ḥlt mškby wʾl yʿm 6. sn bmškb z ʿlt mškb šny ʾp ʾm ʾdmm ydbrnk ʾl tšmʿ bdnm k kl mmlkt w 7. kl ʾdm ʾš yptḥ ʿlt mškb z ʾm ʾš yšʾ ʾyt ḥlt mškby ʾm ʾš yʿmsn bm 8. škb z ʾl ykn lm mškb ʾt rpʾm wʾl yqbr bqbr wʾl ykn lm bn wzrʿ 9. tḥtnm wysgrnm hʾlnm hqdšm ʾt mmlk (t) ʾdr ʾš mšl bnm lq 10. ṣtnm ʾyt mmlkt ʾm ʾdm hʾ ʾš yptḥ ʿlt mškb z ʾm ʾš yšʾ ʾyt 11. ḥlt z wʾyt zrʿ mmlt hʾ ʾm ʾdmm hmt ʾl ykn lm šrš lmṭ w 12. pr lmʿl wtʾr bḥym tḥt šmš k ʾnk nḥn ngzlt bl ʿty bn ms 13. k ymm ʾzrm ytm bn ʾlmt ʾnk k ʾnk ʾšmnʿzr mlk ṣdnm bn 14. mlk tbnt mlk ṣdnm bn bn mlk ʾšmnʿzr mlk ṣdnm wʾmy ʾm ʿštrt 15. khnt ʿštrt rbtn hmlkt bt mlk ʾšmnʿzr mlk ṣdnm ʾm bnn ʾyt bt 16. ʾLnm ʾyt (...) t bṣdn ʾrṣ ym wyšrn ʾyt ʿštrt šmm ʾdrm wʾnḥn 17. ʾŠ bnn bt lʾšmn (?) R qdš ʿnydll bhr wyšbny šmm ʾdrm wʾnḥn ʾš bnn btm 18. lʾln ṣdnm bṣdn ʾrṣ ym bt lbʿl ṣdn wbt lʿštrt šm bʿl wʿd ytn ln ʾdn mlkm 19. ʾYt dʾr wypy ʾrṣt dgn hʾdrt ʾš bšd šrn lmdt ʿṣmt ʾš pʿlt wyspnnm 20. ʿLt gbl ʾrṣ lknnm lṣdnm lʿl (?) Qnmy ʾt kl mmlkt wkl ʾdm ʾl yptḥ ʿlty 21. wʾl yʿr ʿlty wʾl yʿmsn bmškb z wʾl yšʾ ʾyt ḥlt mškby lm ysgrnm 22. ʾLnm hqdšm ʾl wyqṣn hmmlkt hʾ whʾdmm hmt wzrʿm lʿlm |

| Transcripción hebrea |
| --- |
| 1. בירח בל בשנת עסר וארבע 14 למלכי מֶלֶכ אֶשמֻנעַזָר מלכ צדנמ 2. בנ מֶלֶכ תַּבּנִת מֶלֶכ צדנמ דבר מֶלֶכ אֶשמֻנעַזָר מֶלֶכ צדנמ לאמר נגזלת 3. בל עתי בנ מסכ יממ אזרמ יתמ בנ אלמת ושכב אנכ בחלת ז ובקבר ז 4. במקמ אש בנת קנמי את כל ממלכת וכל אדמ אל יפתח אית משכב ז ו 5. אל יבקש בנ מנמ כ אי שמ בנ מנמ ואל ישא אית חלת משכבי ואל יעמ 6. סנ במשכב ז עלת משכב שני אפ אמ אדממ ידברנכ אל תשמע בדנמ כ כל ממלכת ו 7. כל אדמ אש יפתח עלת משכב ז אמ אש ישא אית חלת משכבי אמ אש יעמסנ במ 8. שכב ז אל יכנ למ משכב את רפאמ ואל יקבר בקבר ואל יכנ למ בנ וזרע 9. תחתנמ ויסגרנמ האלנמ הקדשמ את ממלכ (ת) אדר אש משל בנמ לק 10. צתנמ אית ממלכת אמ אדמ הא אש יפתח עלת משכב ז אמ אש ישא אית 11. חלת ז ואית זרע ממלת הא אמ אדממ המת אל יכנ למ שרש למט ו 12. פר למעל ותאר בחימ תחת שמש כ אנכ נחנ נגזלת בל עתי בנ מס 13. כ יממ אזרמ יתמ בנ אלמת אנכ כ אנכ אֶשמֻנעַזָר מלכ צדנמ בנ 14. מלכ תַּבּנִת מֶלֶכ צדנמ בנ בנ מֶלֶכ אֶשמֻנעַזָר מֶלֶכ צדנמ ואמי אמ עשתרתכהנת 15. כהנת עשתרת רבתנ המלכת בת מֶלֶכ אֶשמֻנעַזָר מֶלֶכ צדנמ אמ בננ אית בת 16. אלנמ אית (. . . ) ת בצדנ ארצ ימ וישרנ אית עשתרת שממ אדרמ ואנחנ 17. אש בננ בת לאשמנ (? ) ר קדש ענידלל בהר וישבני שממ אדרמ ואנחנ אש בננ בתמ 18. לאלנ צדנמ בצדנ ארצ ימ בת לבעל צדנ ובת לעשתרת שמ בעל ועד יתנ לנ אדנ מלכמ 19. אית דאר ויפי ארצת דגנ האדרת אש בשד שרנ למדת עצמת אש פעלת ויספננמ 20. עלת גבל ארצ לכננמ לצדנמ לעל (? ) קנמי את כל ממלכת וכל אדמ אל יפתח עלתי 21. ואל יער עלתי ואל יעמסנ במשכב ז ואל ישא אית חלת משכבי למ יסגרנמ 22. אלנמ הקדשמ אל ויקצנ הממלכת הא והאדממ המת וזרעמ לעלמ |

| Texto fenicio original |
| --- |
| 1. 𐤁𐤉𐤓𐤇 𐤁𐤋 𐤁𐤔𐤍𐤕 𐤏𐤎𐤓 𐤅𐤀𐤓𐤁𐤏 𐤗𐤖𐤖𐤖𐤖 𐤋𐤌𐤋𐤊𐤉 𐤌𐤋𐤊 𐤀𐤔𐤌𐤍𐤏𐤆𐤓 𐤌𐤋𐤊 𐤑𐤃𐤍𐤌 2. 𐤁𐤍 𐤌𐤋𐤊 𐤕𐤁𐤍𐤕 𐤌𐤋𐤊 𐤑𐤃𐤍𐤌 𐤃𐤁𐤓 𐤌𐤋𐤊 𐤀𐤔𐤌𐤍𐤏𐤆𐤓 𐤌𐤋𐤊 𐤑𐤃𐤍𐤌 𐤋𐤀𐤌𐤓 𐤍𐤂𐤆𐤋𐤕 3. 𐤁𐤋 𐤏𐤕𐤉 𐤁𐤍 𐤌𐤎𐤊 𐤉𐤌𐤌 𐤀𐤆𐤓𐤌 𐤉𐤕𐤌 𐤁𐤍 𐤀𐤋𐤌𐤕 𐤅𐤔𐤊𐤁 𐤀𐤍𐤊 𐤁𐤇𐤋𐤕 𐤆 𐤅𐤁𐤒𐤁𐤓 𐤆 4. 𐤁𐤌𐤒𐤌 𐤀𐤔 𐤁𐤍𐤕 𐤒𐤍𐤌𐤉 𐤀𐤕 𐤊𐤋 𐤌𐤌𐤋𐤊𐤕 𐤅𐤊𐤋 𐤀𐤃𐤌 𐤀𐤋 𐤉𐤐𐤕𐤇 𐤀𐤉𐤕 𐤌𐤔𐤊𐤁 𐤆 𐤅 5. 𐤀𐤋 𐤉𐤁𐤒𐤔 𐤁𐤍 𐤌𐤍𐤌 𐤊 𐤀𐤉 𐤔𐤌 𐤁𐤍 𐤌𐤍𐤌 𐤅𐤀𐤋 𐤉𐤔𐤀 𐤀𐤉𐤕 𐤇𐤋𐤕 𐤌𐤔𐤊𐤁𐤉 𐤅𐤀𐤋 𐤉𐤏𐤌 6. 𐤎𐤍 𐤁𐤌𐤔𐤊𐤁 𐤆 𐤏𐤋𐤕 𐤌𐤔𐤊𐤁 𐤔𐤍𐤉 𐤀𐤐 𐤀𐤌 𐤀𐤃𐤌𐤌 𐤉𐤃𐤁𐤓𐤍𐤊 𐤀𐤋 𐤕𐤔𐤌𐤏 𐤁𐤃𐤍𐤌 𐤊 𐤊𐤋 𐤌𐤌𐤋𐤊𐤕 𐤅 7. 𐤊𐤋 𐤀𐤃𐤌 𐤀𐤔 𐤉𐤐𐤕𐤇 𐤏𐤋𐤕 𐤌𐤔𐤊𐤁 𐤆 𐤀𐤌 𐤀𐤔 𐤉𐤔𐤀 𐤀𐤉𐤕 𐤇𐤋𐤕 𐤌𐤔𐤊𐤁𐤉 𐤀𐤌 𐤀𐤔 𐤉𐤏𐤌𐤎𐤍 𐤁𐤌 8. 𐤔𐤊𐤁 𐤆 𐤀𐤋 𐤉𐤊𐤍 𐤋𐤌 𐤌𐤔𐤊𐤁 𐤀𐤕 𐤓𐤐𐤀𐤌 𐤅𐤀𐤋 𐤉𐤒𐤁𐤓 𐤁𐤒𐤁𐤓 𐤅𐤀𐤋 𐤉𐤊𐤍 𐤋𐤌 𐤁𐤍 𐤅𐤆𐤓𐤏 9. 𐤕𐤇𐤕𐤍𐤌 𐤅𐤉𐤎𐤂𐤓𐤍𐤌 𐤄𐤀𐤋𐤍𐤌 𐤄𐤒𐤃𐤔𐤌 𐤀𐤕 𐤌𐤌𐤋𐤊 (𐤕) 𐤀𐤃𐤓 𐤀𐤔 𐤌𐤔𐤋 𐤁𐤍𐤌 𐤋𐤒 10. 𐤑𐤕𐤍𐤌 𐤀𐤉𐤕 𐤌𐤌𐤋𐤊𐤕 𐤀𐤌 𐤀𐤃𐤌 𐤄𐤀 𐤀𐤔 𐤉𐤐𐤕𐤇 𐤏𐤋𐤕 𐤌𐤔𐤊𐤁 𐤆 𐤀𐤌 𐤀𐤔 𐤉𐤔𐤀 𐤀𐤉𐤕 11. 𐤇𐤋𐤕 𐤆 𐤅𐤀𐤉𐤕 𐤆𐤓𐤏 𐤌𐤌𐤋𐤕 𐤄𐤀 𐤀𐤌 𐤀𐤃𐤌𐤌 𐤄𐤌𐤕 𐤀𐤋 𐤉𐤊𐤍 𐤋𐤌 𐤔𐤓𐤔 𐤋𐤌𐤈 𐤅 12. 𐤐𐤓 𐤋𐤌𐤏𐤋 𐤅𐤕𐤀𐤓 𐤁𐤇𐤉𐤌 𐤕𐤇𐤕 𐤔𐤌𐤔 𐤊 𐤀𐤍𐤊 𐤍𐤇𐤍 𐤍𐤂𐤆𐤋𐤕 𐤁𐤋 𐤏𐤕𐤉 𐤁𐤍 𐤌𐤎 13. 𐤊 𐤉𐤌𐤌 𐤀𐤆𐤓𐤌 𐤉𐤕𐤌 𐤁𐤍 𐤀𐤋𐤌𐤕 𐤀𐤍𐤊 𐤊 𐤀𐤍𐤊 𐤀𐤔𐤌𐤍𐤏𐤆𐤓 𐤌𐤋𐤊 𐤑𐤃𐤍𐤌 𐤁𐤍 14. 𐤌𐤋𐤊 𐤕𐤁𐤍𐤕 𐤌𐤋𐤊 𐤑𐤃𐤍𐤌 𐤁𐤍 𐤁𐤍 𐤌𐤋𐤊 𐤀𐤔𐤌𐤍𐤏𐤆𐤓 𐤌𐤋𐤊 𐤑𐤃𐤍𐤌 𐤅𐤀𐤌𐤉 𐤀𐤌 𐤏𐤔𐤕𐤓𐤕 15. 𐤊𐤄𐤍𐤕 𐤏𐤔𐤕𐤓𐤕 𐤓𐤁𐤕𐤍 𐤄𐤌𐤋𐤊𐤕 𐤁𐤕 𐤌𐤋𐤊 𐤀𐤔𐤌𐤍𐤏𐤆𐤓 𐤌𐤋𐤊 𐤑𐤃𐤍𐤌 𐤀𐤌 𐤁𐤍𐤍 𐤀𐤉𐤕 𐤁𐤕 16. 𐤀𐤋𐤍𐤌 𐤀𐤉𐤕 (. . . ) 𐤕 𐤁𐤑𐤃𐤍 𐤀𐤓𐤑 𐤉𐤌 𐤅𐤉𐤔𐤓𐤍 𐤀𐤉𐤕 𐤏𐤔𐤕𐤓𐤕 𐤔𐤌𐤌 𐤀𐤃𐤓𐤌 𐤅𐤀𐤍𐤇𐤍 17. 𐤀𐤔 𐤁𐤍𐤍 𐤁𐤕 𐤋𐤀𐤔𐤌𐤍 (? ) 𐤓 𐤒𐤃𐤔 𐤏𐤍𐤉𐤃𐤋𐤋 𐤁𐤄𐤓 𐤅𐤉𐤔𐤁𐤍𐤉 𐤔𐤌𐤌 𐤀𐤃𐤓𐤌 𐤅𐤀𐤍𐤇𐤍 𐤀𐤔 𐤁𐤍𐤍 𐤁𐤕𐤌 18. 𐤋𐤀𐤋𐤍 𐤑𐤃𐤍𐤌 𐤁𐤑𐤃𐤍 𐤀𐤓𐤑 𐤉𐤌 𐤁𐤕 𐤋𐤁𐤏𐤋 𐤑𐤃𐤍 𐤅𐤁𐤕 𐤋𐤏𐤔𐤕𐤓𐤕 𐤔𐤌 𐤁𐤏𐤋 𐤅𐤏𐤃 𐤉𐤕𐤍 𐤋𐤍 𐤀𐤃𐤍 𐤌𐤋𐤊𐤌 19. 𐤀𐤉𐤕 𐤃𐤀𐤓 𐤅𐤉𐤐𐤉 𐤀𐤓𐤑𐤕 𐤃𐤂𐤍 𐤄𐤀𐤃𐤓𐤕 𐤀𐤔 𐤁𐤔𐤃 𐤔𐤓𐤍 𐤋𐤌𐤃𐤕 𐤏𐤑𐤌𐤕 𐤀𐤔 𐤐𐤏𐤋𐤕 𐤅𐤉𐤎𐤐𐤍𐤍𐤌 20. 𐤏𐤋𐤕 𐤂𐤁𐤋 𐤀𐤓𐤑 𐤋𐤊𐤍𐤍𐤌 𐤋𐤑𐤃𐤍𐤌 𐤋𐤏𐤋 (? ) 𐤒𐤍𐤌𐤉 𐤀𐤕 𐤊𐤋 𐤌𐤌𐤋𐤊𐤕 𐤅𐤊𐤋 𐤀𐤃𐤌 𐤀𐤋 𐤉𐤐𐤕𐤇 𐤏𐤋𐤕𐤉 21. 𐤅𐤀𐤋 𐤉𐤏𐤓 𐤏𐤋𐤕𐤉 𐤅𐤀𐤋 𐤉𐤏𐤌𐤎𐤍 𐤁𐤌𐤔𐤊𐤁 𐤆 𐤅𐤀𐤋 𐤉𐤔𐤀 𐤀𐤉𐤕 𐤇𐤋𐤕 𐤌𐤔𐤊𐤁𐤉 𐤋𐤌 𐤉𐤎𐤂𐤓𐤍𐤌 22. 𐤀𐤋𐤍𐤌 𐤄𐤒𐤃𐤔𐤌 𐤀𐤋 𐤅𐤉𐤒𐤑𐤍 𐤄𐤌𐤌𐤋𐤊𐤕 𐤄𐤀 𐤅𐤄𐤀𐤃𐤌𐤌 𐤄𐤌𐤕 𐤅𐤆𐤓𐤏𐤌 𐤋𐤏𐤋𐤌 |

## Galería de imágenes

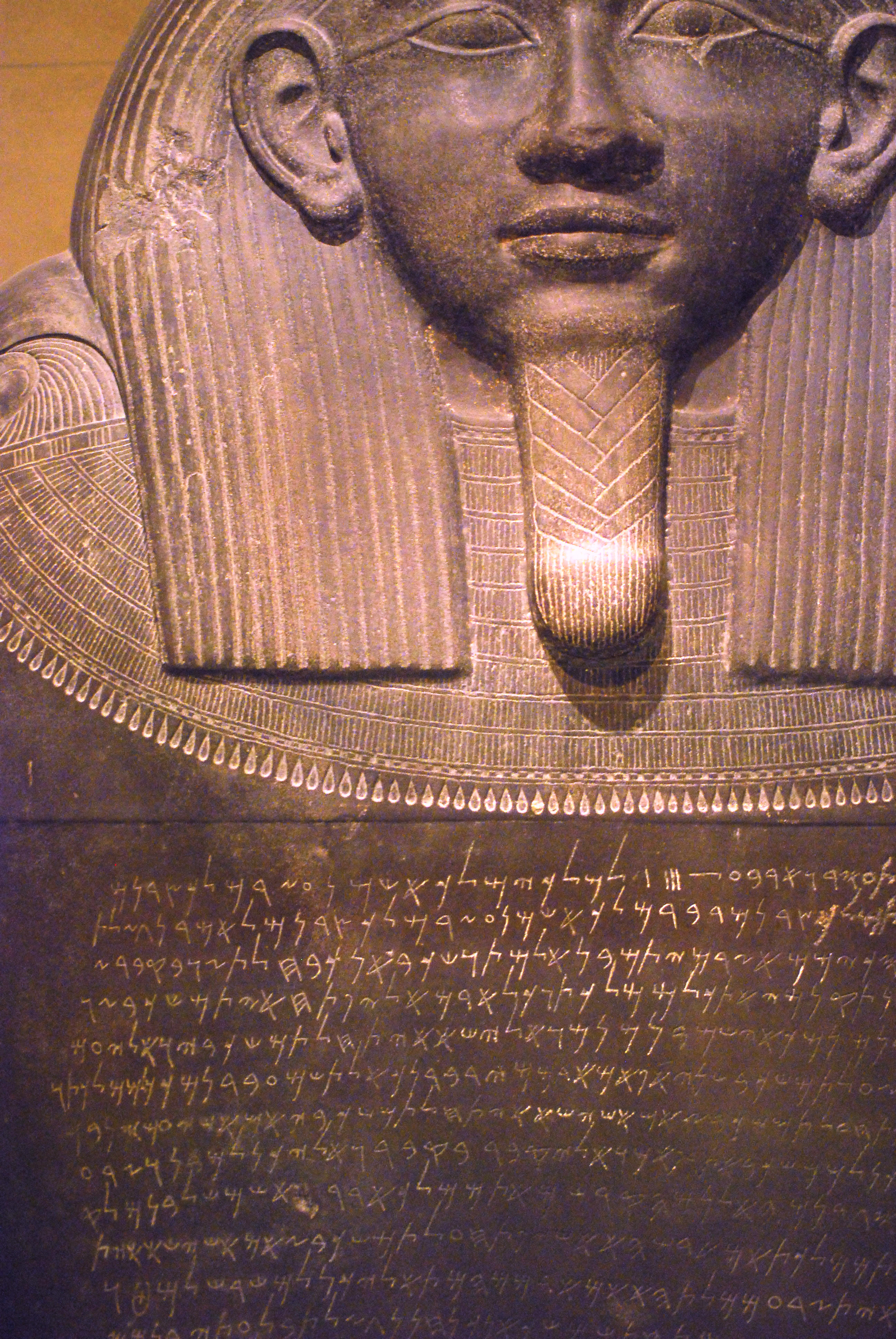
Visión de cerca de parte de la inscripripción
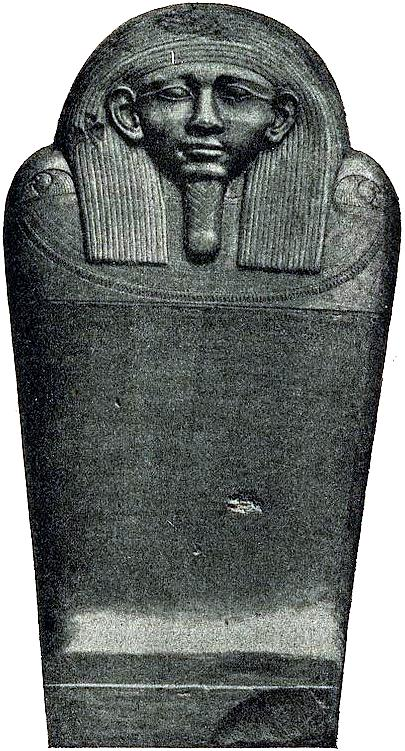
Dibujo de Osman Hamdi Bey
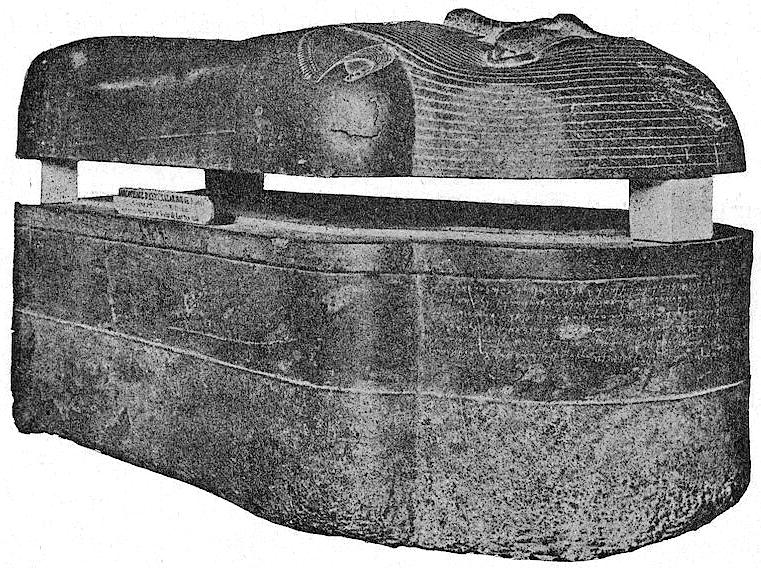
Dibujo del lateral superior del sarcófago
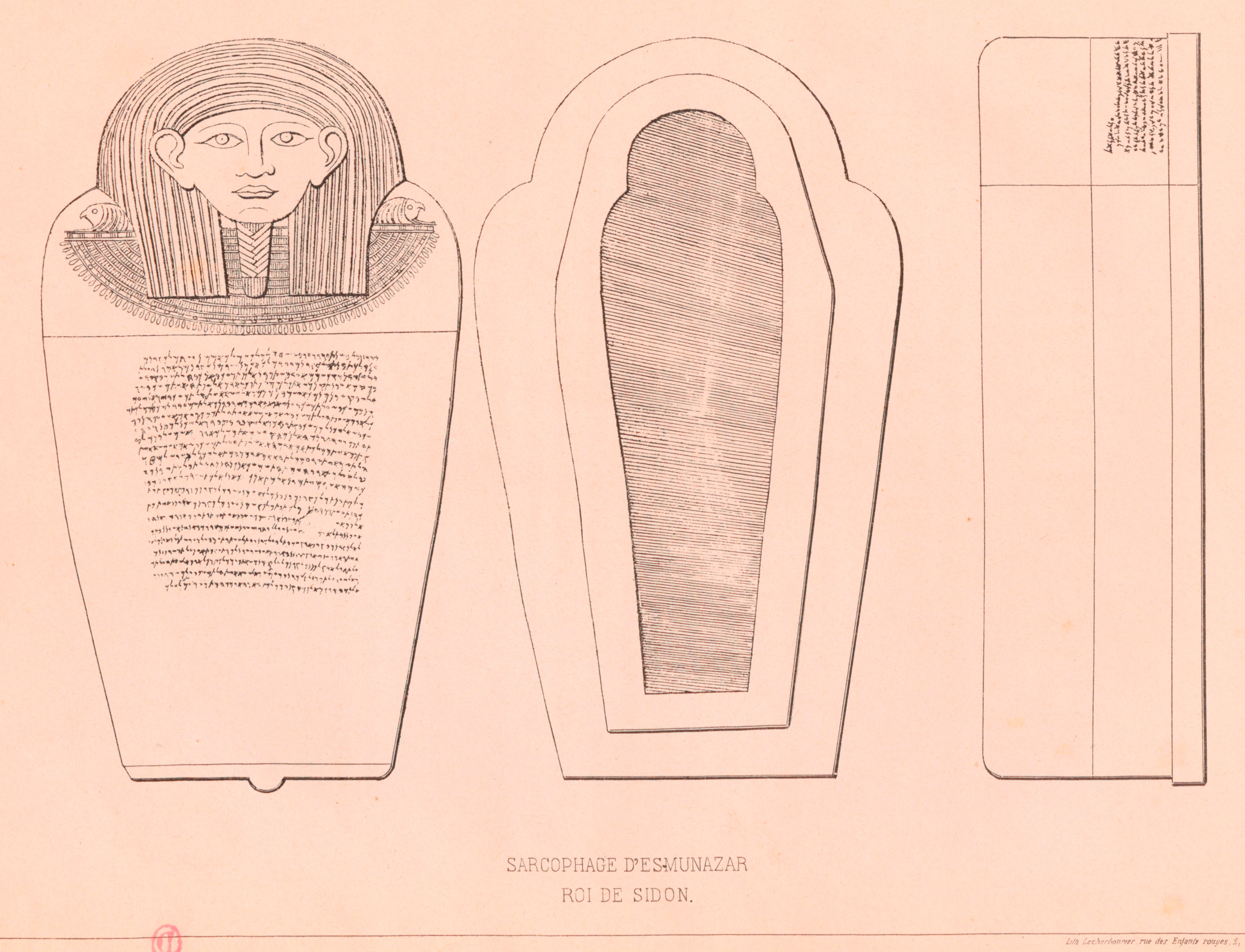
Dibujo de Jean-Joseph-Léandre Bargès en 1856
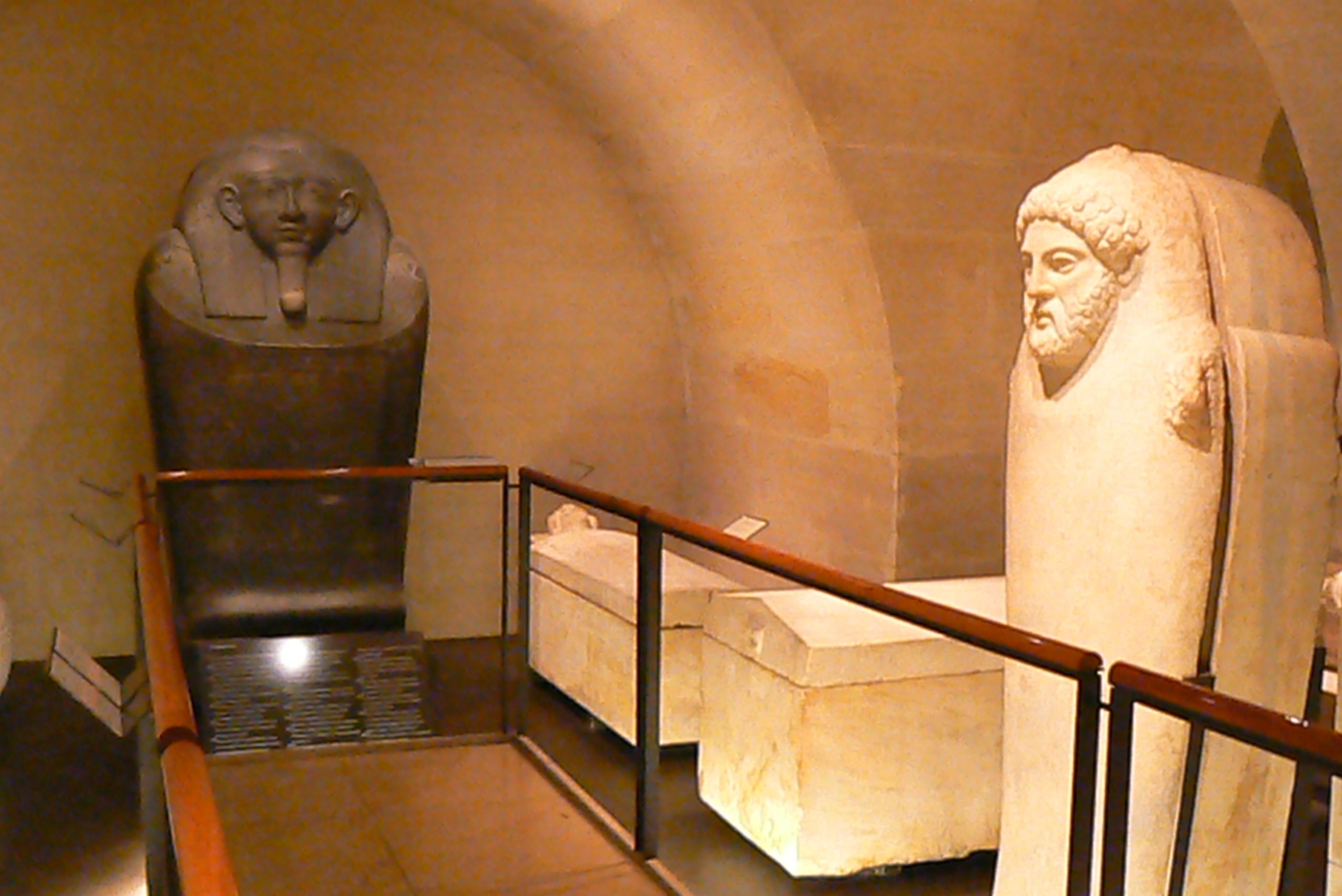
Ubicación actual en el Louvre